# Crangonyx
Crangonyx es un género de crustáceo de la familia Crangonyctidae.

## Especies
Este género contienen las siguientes especies:
- Crangonyx dearolfi
- Crangonyx grandimanus
- Crangonyx hobbsi